# Claudia Tagbo

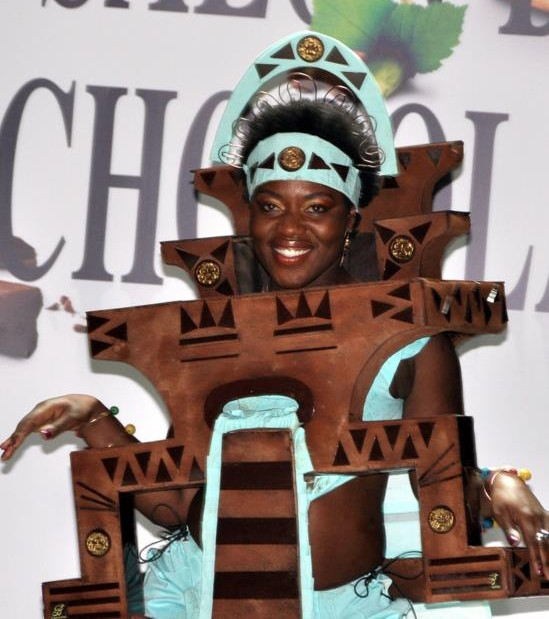
Claudia Tagbo, 2012

Claudia Tagbo (* 14. Juni 1973 in Abidjan, Elfenbeinküste) ist eine französische Filmschauspielerin und Komikerin.

## Leben
Claudia Tagbo wurde in der Elfenbeinküste geboren und kam im Alter von 13 Jahren nach Frankreich. An der Universität Paris VIII absolvierte sie ein Schauspiel-Studium. Seit 2000 ist sie in französischen Filmen und Fernsehserien in Nebenrollen zu sehen. Ab 2006 spielte sie in der TF1-Polizeiserie R.I.S. Police scientifique den Lieutenant Martine Forest. Im selben Jahr wurde sie in der Canal+-Sendung Jamel Comedy Club auch als Stand-up-Comedian entdeckt. Es folgten zahlreiche Live-Auftritte in diesem Segment.

## Filmografie (Auswahl)
- 2001: Fatou la Malienne (Fernsehfilm)
- 2006: Congorama
- 2006–2010: R.I.S. Police scientifique (Fernsehserie, 47 Folgen)
- 2007: Chrysalis – Tödliche Erinnerung (Chrysalis)
- 2010: Kalte Rache (La Vénitienne)
- 2010: La Sentiment de la chair
- 2013: C’est la crise! (Fernsehserie, 15 Folgen)
- 2014: Bon Rétablissement!
- 2017: Les Ex
- 2017: Zeit des Aufbruchs (Le temps des égarés)
- 2018: Die Sch’tis in Paris – Eine Familie auf Abwegen (La Ch’tite Famille)
- 2019: C’est quoi cette mamie ?!
- 2019: Monsieur Claude 2 (Qu’est-ce qu’on a encore fait au Bon Dieu?)
- 2020: Connectés
- 2020: Einfach schwarz (Tout simplement noir)
- 2021: Schmetterlinge im Ohr (On est fait pour s’entendre)
- 2024: Karaoke – Ein ungleiches Paar (Karaoké)